# Mordfall Selimchan Changoschwili
Der Mordfall Selimchan Changoschwili ereignete sich am 23. August 2019 im Kleinen Tiergarten des Berliner Ortsteils Moabit. Wegen des Tatorts wird das Ereignis auch als Tiergartenmord bezeichnet.
Der später wegen Mordes rechtskräftig verurteilte russische Staatsbürger und Geheimdienstagent Wadim Nikolajewitsch Krassikow konnte noch in Tatortnähe gestellt und vorläufig festgenommen werden. Dabei wurde der zu dieser Zeit in Deutschland geduldete Changoschwili nach den Urteilsfeststellungen des zuständigen Strafsenats am Berliner Kammergericht im Auftrag des russischen Geheimdienstes FSB erschossen. Der Mord erregte internationales Aufsehen und führte zu diplomatischen Spannungen zwischen Deutschland und Russland. Ende 2019 übernahm der Generalbundesanwalt beim Bundesgerichtshof den Fall wegen seiner besonderen Bedeutung. Im Juni 2020 erhob der Generalbundesanwalt Anklage gegen Krassikow, bezeichnete die Tat als Auftragsmord und verwies auf die Regierung der Russischen Föderation als Drahtzieher des Auftragsmordes.
Am 7. Oktober 2020 begann der Prozess vor dem Berliner Kammergericht, das Krassikow am 15. Dezember 2021 zu einer lebenslangen Freiheitsstrafe verurteilte. Im Rahmen eines größeren Gefangenenaustauschs wurde Krassikow am 1. August 2024 über die Türkei nach Russland überstellt.

## Selimchan Changoschwili
Selimchan Sultanowitsch Changoschwili (georgisch ზელიმხან სულთანოვიჩი ხანგოშვილი, russisch Зелимхан Султанович Хангошвили, englische Transkription Zelimkhan Sultanovich Khangoshvili; * 1979 in Duisi, Munizipalität Achmeta, Georgische SSR), auch bekannt als Tornike Kavtarashvili, stammte aus dem Pankissi-Tal und gehörte in Georgien der tschetschenischen muslimischen Minderheit der Kisten an. Deutsche Sicherheitsbehörden bestätigten nach Angaben der SZ, dass er in den Tschetschenienkriegen von 1999 bis 2009 auf Seiten der tschetschenischen Separatisten gegen das russische Militär kämpfte, genauer als Anhänger des Kaukasisches Emirats. Er kämpfte im Zweiten Tschetschenienkrieg als Kommandeur tschetschenischer Milizen gegen Russland und wurde deshalb von russischen Behörden ab 2002 als Terrorist gesucht. Changoschwili zählte auch zu den Unterstützern des Kaukasus-Emirats. Nach Angaben von Silvia Stöber nahm er von 2000 bis 2004 unter dem Oberkommando von Aslan Maschadow auf Seiten der tschetschenischen Separatisten am Zweiten Tschetschenien-Krieg teil und war 2004 am Angriff auf russische Sicherheitskräfte in Nasran in der zur Russischen Föderation gehörigen Nachbarrepublik Inguschetien beteiligt (siehe auch Rebellenangriff auf Inguschetien 2004), zog sich danach jedoch aus dem bewaffneten Kampf zurück. Nach Angaben georgischer Quellen kehrte er 2006 nach Georgien zurück und arbeitete von 2006 bis 2012 für die georgischen Sicherheitsbehörden. Er arbeitete als „Informant und Vermittler für georgische und ukrainische Antiterrorbehörden“ sowie für US-amerikanische Geheimdienste, die, wie Der Spiegel vermutet, von seinen Kontakten in die schwer zugängliche Kaukasusregion profitierten. Während des Kaukasuskriegs 2008 führte er laut Meduza auf georgischer Seite eine Einheit aus 200 Freiwilligen aus dem Pankissi-Tal, sei jedoch nicht bei den Kampfhandlungen gegen russische Truppen eingesetzt worden. Im August 2012 habe er an einer „Spezialoperationen gegen eine Gruppe von Militanten“ in der georgischen Lopota-Schlucht teilgenommen, ehemaligen Mitarbeitern, die er aus dem österreichischen Exil eingeladen hatte. Als diese versuchten, mit Geiselnahme einen „Korridor zur russischen Grenze“ zu erzwingen, habe Changoschwili sich zunächst als Vermittler bei den Verhandlungen der georgischen Polizei beteiligt, man sei aber schließlich zu einer Militäroperation übergegangen, bei der drei Polizisten und elf Militante getötet worden seien.
2009 soll erstmals ein Giftanschlag auf Changoschwili verübt worden sein. Laut Wladimir Putin soll Changoschwili bei Anschlägen auf die Metro Moskau beteiligt gewesen sein. Changoschwili bestritt jede Verantwortung für Kriegsverbrechen. Er erklärte gegenüber georgischen Medien: „Die Russen beschuldigen mich für viele Dinge, einschließlich Terroranschlägen. Dies ist eine Lüge. Niemand kann Beweise dafür liefern, dass auch nur ein Zivilist bei einer meiner Handlungen getötet oder verletzt wurde!“ Am 28. Mai 2015 gab ein unbekannter Täter in Tiflis (Georgien) insgesamt acht Schüsse auf Changoschwili ab. Er wurde von vier Projektilen getroffen und überlebte.
Changoschwili floh danach mit seiner Familie zunächst in die Ukraine, wo es zu einem weiteren Anschlag gekommen sein soll. Anschließend kam er nach Deutschland, wo er im Januar 2017 einen Asylantrag stellte. Dieser Antrag wurde abgelehnt. Die deutschen Sicherheitsbehörden stuften laut Tagesspiegel Changoschwili als terroristischen Gefährder ein, da er Verbindungen zu tschetschenischen Islamisten gehabt habe. Man habe befürchtet, dass er eine führende Rolle in der militanten Islamistenszene anstrebe. Diese Einstufung sei aufgegeben worden, da er in Berlin wenig aktiv gewesen sei. Er wurde daher, so Alexander Fröhlich und Frank Jansen, als „relevante Person“ eingestuft, als potenzieller Unterstützer eines terroristischen Gefährders, der aber wegen „Verbindungen ins kriminelle Milieu“ weiter beobachtet wurde. Schon nach Ankunft in Deutschland war er aufgrund der vermuteten Gefährdung zunächst ein Jahr lang vom Berliner LKA beobachtet worden. Nach einer Klage erhielt er vorläufiges Bleiberecht. Auch das Verwaltungsgericht Potsdam sah keine Gründe für das Asyl. Er habe, so das Gericht gemäß Tagesschau, „ein ins Blaue behauptetes, unüberprüfbares Szenario allein zu dem Zweck, den illegalen Aufenthalt über das Asylverfahren in ein Bleiberecht zu wandeln“ dargestellt. Auch ein ärztliches Attest sei abgelehnt worden, die spätere Obduktion habe aber das angegebene schwere Herzleiden bestätigt.
Er benutzte aus Angst vor weiteren Mordanschlägen mehrere Pseudonyme, darunter auch den Namen Tornike Kavtaradze.
Den deutschen Behörden warf der russische Präsident Putin Anfang Dezember 2019 vor, den „Verbrecher und Mörder“ trotz entsprechender Gesuche nicht ausgeliefert zu haben. Die deutsche Regierung dementierte. Daraufhin sei Putin, so Silvia Stöber (Tagesschau), „zurückgerudert“: Die russische Staatsanwaltschaft habe nie einen formellen Auslieferungsantrag gestellt, Deutschland sei über Geheimdienstkanäle angesprochen worden. Nach Ermittlungen des BKA hatte der FSB dem BKA eine Liste mit Changoschwili und 18 weiteren Personen übermittelt, die von Russland als Mitglieder der islamistischen Terrororganisation Kaukasisches Emirat bezeichnet wurden.

## Ermordung
Changoschwili wurde am 23. August 2019 gegen 12 Uhr im Kleinen Tiergarten in Berlin-Moabit von einem Mann auf einem Fahrrad mit zwei Schüssen aus naher Distanz in Kopf und Rücken getötet. Der Schütze verwendete eine 9-mm-Pistole des Typs Glock 26 mit Schalldämpfer. Er wurde wenig später dabei beobachtet, wie er die Tatwaffe, sein Fahrrad und eine Perücke in die Spree warf. Nach anderen Angaben beruhte sein minutenschneller Frisurwechsel auf einer Haarschneidemaschine, die in der Spree gefunden wurde. Aufgrund von Zeugenhinweisen wurde ein Tatverdächtiger kurze Zeit später verhaftet. Er trug 3.700 Euro Bargeld in einem Brustbeutel bei sich.
Changoschwili wurde in seinem Heimatdorf in Georgien begraben.

## Hintergründe, Ermittlungen, Anklage und politische Reaktionen
Anfang Dezember 2019 wurden neue Hinweise zur Identität des Tatverdächtigen öffentlich bekannt. Der Tatverdächtige war am 17. August, sechs Tage vor der Tat, mit einem Pass auf den Namen Vadim Andreevich Sokolov (kurz: Vadim S.), einen demnach 49-jährigen Russen aus Irkutsk, von Moskau nach Paris-Charles-de-Gaulle geflogen. In den russischen Pass-Datenbanken konnte aber keine Person mit diesem Namen gefunden werden. Nachforschungen von Der Spiegel, Bellingcat und The Insider ergaben, dass seine Passnummer Verbindungen zu den vom russischen Innenministerium ausgegebenen Reisepässen für Geheimagenten, auch denen der mutmaßlichen Attentäter von Sergei Skripal, aufweist. Für die Einreise in den Schengen-Raum benutzte er ein Visum, das ihn als bei der St. Petersburger Firma ZAO RUST angestellten Bauingenieur auswies. Spätere Ermittlungen zeigten, dass sich die Firma nach Eintrag im russischen Handelsregister in „Reorganisation“ befand und dass die Firma dieselbe Telefonnummer hatte wie Unternehmen des russischen Verteidigungsministeriums. Vadim S. flog am 20. August 2019 von Paris nach Warschau und buchte dort ein Hotelzimmer bis zum 26. August 2019. Er verließ das Zimmer aber bereits am 22. August und hatte einen Rückflug nach Moskau für den 25. August gebucht. Die Ermittler nehmen an, dass er in Warschau die Tatwaffe erhielt.
Das investigative Recherchenetzwerk Bellingcat kam zu dem Ergebnis, dass Vadim S. in Wirklichkeit der im August 1965 in der damaligen Kasachischen Sozialistischen Sowjetrepublik geborene Wadim Nikolajewitsch Krassikow war; Ermittlungsbehörden kamen später zum gleichen Ergebnis. Vadim S. (damals Vadim K.) wurde auch als Tatverdächtiger beim Mord an einem russischen Geschäftsmann am 19. Juni 2013 in Moskau genannt. Der Mord war damals durch eine Überwachungskamera aufgezeichnet worden: Ein Fahrradfahrer ermordete den Geschäftsmann von hinten mit einem Kopfschuss. Die russische Interpol-Fahndungsmitteilung vom 23. April 2014 gegen Vadim K. wurde am 7. Juli 2015 ohne Begründung gelöscht. Ermittlungen von Bellingcat legen nahe, dass Vadim K. Mitglied der Eliteeinheit Wympel war. Polizeiliche Ermittlungen in Zusammenhang mit dem Mord in Berlin ergaben, dass Vadim S. und Vadim K. dieselbe Person waren. Diese Erkenntnis stützt sich u. a. auf ein offizielles Fahndungsfoto von Vadim K., auf dem Vadim S. zu erkennen ist. ARD-Sicherheitsexperte Michael Götschenberg äußerte, zwischen beiden Personalien bestünden weitere Querverbindungen, die „typisch für geheimdienstliche Legendierungen“ seien. Später veröffentlichte Fotos von Tätowierungen und Hautartefakten unterstützen die These, dass Vadim S. und Vadim K. eine Person sind. Es gab wohl keine persönlichen Verbindungen zwischen Vadim S. und Changoschwili.
Nachdem ein deutscher Geheimdienst knapp drei Monate nach der Tat Hinweise auf eine geplante Vergiftung des Angeklagten erhalten hatte, wurde dieser zu seinem Schutz in ein Justizvollzugskrankenhaus verlegt.
Am 4. Dezember 2019 übernahm die Generalbundesanwaltschaft die Ermittlungen in dem Fall. Begründet wurde dies damit, „dass zureichende tatsächliche Anhaltspunkte dafür [bestünden], dass die Tötung von Tornike K. [= Selimchan Changoschwili] entweder im Auftrag von staatlichen Stellen der Russischen Föderation oder solchen der Autonomen Tschetschenischen Republik als Teil der Russischen Föderation erfolgt ist.“ Am gleichen Tag wurden daraufhin auf Veranlassung des Auswärtigen Amts zwei Mitarbeiter des Militärgeheimdienstes GRU in der russischen Botschaft in Berlin im Zusammenhang mit den Ermittlungen des Landes verwiesen.
Die Bundesregierung sprach diesbezüglich von einem „Warnschuss“ und begründete den Schritt auch damit, dass russische Stellen bis dato nicht bei der Aufklärung des Mordes kooperierten. Am 6. Dezember 2019 stellte die Bundesregierung ein Rechtshilfeersuchen an die russische Generalstaatsanwaltschaft. Ein Sprecher des russischen Außenministeriums nannte die Ausweisung „unfreundlich und grundlos“ und kündigte Vergeltungsmaßnahmen an.
Am 6. Dezember 2019 berichteten mehrere Medien, der Bundesnachrichtendienst habe einen glaubwürdigen Hinweis erhalten, wonach ein russischer Geheimdienst versuchen würde, Vadim S. in der Untersuchungshaft gezielt zu töten, um mögliche Aussagen von ihm zu verhindern. Hieraufhin wurde dieser aus der JVA Moabit in den Hochsicherheitstrakt der JVA Tegel verlegt.
Am 12. Dezember 2019 kündigte das russische Außenministerium die Ausweisung von zwei deutschen Diplomaten aus Russland an. Ein russischer Regierungssprecher bezeichnete den Schritt als „unausweichlich“ und als ein „übliches diplomatisches Verfahren“.
Im Februar 2020 vermutete Bellingcat, die Operation sei mit Training und mit einem falschen Ausweis vom FSB unterstützt worden.
Im Juni 2020 erhob der Generalbundesanwalt Anklage gegen den russischen Staatsbürger Krasikow, bezeichnete die Tat als Auftragsmord und verwies auf die Regierung der Russischen Föderation als Drahtzieher des Auftragsmordes. So war laut Mitteilung der Anklagebehörde die Gegnerschaft von Changoschwili zum russischen Zentralstaat, zu den Regierungen seiner Autonomen Teilrepubliken Tschetschenien und Inguschetien sowie zur Regierung Georgiens der Hintergrund des Tötungsauftrags. Daraufhin folgte ein Gespräch des russischen Botschafters in Deutschland mit dem Auswärtigen Amt. Die Anklage nennt auch Roman D. als möglichen Komplizen. Analysen von Bellingcat bestätigen, dass mehr als eine Person an dem Mord beteiligt war und identifizierten eine davon. Auch weist Bellingcat darauf hin, dass absichtlich falsche Hinweise zur Identität der Verdächtigen verbreitet wurden.
Anfang Dezember 2021 forderte die Bundesanwaltschaft für den Angeklagten eine Verurteilung zu einer lebenslangen Haftstrafe wegen Mordes sowie die Feststellung der besonderen Schwere der Schuld.
Das Berliner Kammergericht sprach den Angeklagten am 15. Dezember 2021 wegen Mordes und illegalen Waffenbesitzes schuldig und verurteilte ihn zu lebenslanger Haft. Der Staatsschutzsenat sah es als erwiesen an, dass der Angeklagte im Auftrag des russischen Staates gehandelt hat. Der vorsitzende Richter Olaf Arnoldi sprach diesbezüglich von Staatsterrorismus. Das Gericht erkannte zusätzlich die besondere Schwere der Schuld. Der russische Botschafter in Deutschland bezeichnete die Verurteilung als politisch motiviert.
Bundesaußenministerin Annalena Baerbock sprach nach dem Urteil von einer „schwerwiegenden Verletzung deutschen Rechts und der Souveränität der Bundesrepublik Deutschland“ und wies zwei russische Diplomaten der Botschaft Berlin aus (siehe Persona non grata), die dem Geheimdienst FSB zugerechnet werden.

## Bewertung
Der Mord fügt sich in eine Reihe von anderen Morden an Tschetschenen ein, überwiegend im Exil, bei denen eine Beteiligung des russischen Geheimdiensts oder staatlicher Organe angenommen wird oder wahrscheinlich erscheint. Dazu zählen beispielsweise die Ermordung der beiden tschetschenischen Ex-Präsidenten Selimchan Abdumuslimowitsch Jandarbijew (am 13. Februar 2004 in Doha) und Aslan Alijewitsch Maschadow (am 8. März 2005 in Tolstoi-Jurt), die Ermordung von Umar Israilow am 13. Januar 2009 in Wien, die Ermordung von Sulim Bekmirsajewitsch Jamadajew am 30. März 2009 in Dubai sowie die Ermordung von Amina Okujewa am 30. Oktober 2017 in Hlewacha. Der russische Geheimdienst tue dies, „um Gegnern Russlands zu demonstrieren, sie seien nirgendwo sicher“.
Weitere mutmaßlich vom russischen Geheimdienst durchgeführte Mordanschläge auf westeuropäischem Boden ereigneten sich beispielsweise 2006 und 2018 in London, wo Alexander Walterowitsch Litwinenko und Nikolai Alexejewitsch Gluschkow ermordet wurden. Am 23. März 2013 wurde der Putin-Kritiker Boris Abramowitsch Beresowski tot im Bad seines Hauses in Ascot gefunden, erhängt an einem Kaschmirschal. Nicht tödlich waren die beiden Mordanschläge mit Gift 2015 in Sofia auf Emilian Gebrew und 2018 in Salisbury auf Sergei Wiktorowitsch Skripal und dessen Tochter.
Die New York Times und das Nachrichtenmagazin Der Spiegel benannten die GRU-Einheit 29155, mutmaßlich geführt von Generalmajor Andrei Awerjanow, als wahrscheinlich verantwortlich für die meisten dieser Anschläge.
Bingener und Wehner kritisieren in Die Moskau-Connection die hilflose Reaktion Berlins auf den Auftragsmord. Man habe lediglich einige als Diplomaten getarnte Geheimdienstler Russlands ausgewiesen. Der Grund sei, dass die Bundesregierung nicht die Beziehungen zu Russland habe belasten wollen. Bingener und Wehner vergleichen den Fall mit dem Anschlag auf Skripal in Großbritannien: Die britische Regierung habe 23 russische Diplomaten ausgewiesen und dafür gesorgt, dass 140 russische Diplomaten und Geheimdienstleute aus 28 Staaten ausgewiesen wurden.

## Weitere Entwicklungen
Im Zuge der Organisation eines Gefangenenaustausches forderte Russland die USA im Juli 2022 über Geheimdienstkanäle auf, die Freilassung des Tiergartenmörders zu erwirken, wenn im Gegenzug die US-Amerikanerin Brittney Griner (die wegen Cannabisöl-Patronen im Gepäck festgenommen worden war) aus russischer Haft entlassen werden soll. Griner wurde letztendlich gegen Wiktor Anatoljewitsch But ausgetauscht. Auch ein Austausch des Mörders gegen Alexei Nawalny wurde geheim diskutiert, aber nach Nawalnys Tod nicht durchgeführt. Wladimir Putin deutete im Interview von Tucker Carlson im Februar 2024 im Kontext von einem Gefangenenaustausch auf Krassikow hin, ohne seinen Namen zu nennen. Im Rahmen eines größeren Gefangenenaustauschs wurde Krassikow am 1. August 2024 über die Türkei nach Russland überstellt.